# Shelby megye (Indiana)
Shelby megye az Amerikai Egyesült Államokban, azon belül Indiana államban található. Megyeszékhelye és legnagyobb városa Shelbyville. Lakosainak száma 45 055 fő (2020. április 1.). Shelby megye Hancock, Rush, Decatur, Bartholomew, Marion és Johnson megyékkel határos.

## Népesség
A megye népességének változása:
| Lakosok száma | 44 371 | 44 403 | 44 499 | 44 729 | 44 478 | 45 055 |
|               | 2010   | 2011   | 2012   | 2013   | 2015   | 2020   |